# Happy (Alexandra Stan)
Happy è un singolo della cantante rumena Alexandra Stan, pubblicato l'11 marzo 2015 da Roton Music come sesto estratto dal secondo album in studio Unlocked. 

## Tracce
Digital Download
1. Happy – 3:43

## Date di pubblicazione
| Paese   | Data          |
| ------- | ------------- |
| Romania | 11 marzo 2015 |
| Mondo   | 13 marzo 2015 |